# بيت العذرى (همدان)

تعديل مصدري - تعديل

بيت العذرى هي إحدى قرى عزلة ربع همدان بمديرية همدان التابعة لمحافظة صنعاء، بلغ تعداد سكانها 991 نسمة حسب تعداد اليمن لعام 2004.